# Funtenseetauern
De Funtenseetauern is een berg in de deelstaat Beieren, Duitsland en in de deelstaat Salzburg, Oostenrijk. De berg heeft een hoogte van 2578 meter. De grens tussen Duitsland en Oostenrijk loopt over de top.
De Funtenseetauern is onderdeel van het Steinernes Meer, dat weer deel uitmaakt van de Berchtesgadener Alpen.